# 2016年3月中國大陸

## 3月1日
- 厦门集美大桥石碑断裂，工作人员称因风化自断[1][2][3][4]。

## 3月3日
- 全国政协十二届四次会议在北京开幕。[5]

## 3月4日
- 两会期间“打虎”不停歇，中共辽宁省委原书记王珉被查。[6]
- 第十二届全国人大四次会议于3月4日上午11时在人民大会堂新闻发布厅举行新闻发布会，由大会发言人傅莹就大会议程和人大工作相关的问题回答中外记者的提问。傅莹谈王珉被查：人大已有43人辞职，27人被罢免。[7]

## 3月5日
- 第十二届全国人民代表大会第四次会议在北京人民大会堂开幕[8]，国务院总理李克强作政府工作报告。[9]

## 3月6日
- 全国人大代表、黑龙江省省长陆昊在回答记者提问时表示，尽管企业发展遇到困境，黑龙江龙煤集团井下职工工资“一分不少”，井上职工的分流已经开始并在妥善安置过程中。[10]即便已经改制了15年，黑龙江省双鸭山人仍然习惯把煤矿公司称为“矿务局”。药店拒刷矿工医保卡，房价1000多没人买。3月11日开始，数千名双鸭山矿工聚集在矿务局门前，要求龙煤集团支付被压长达半年的工资。他们还一度占据了铁路，导致北上的火车不得不绕道行驶。[11]。

## 3月9日
- 下午，第十二届全国人大四次会议在人民大会堂举行第二次全体会议，全国人大代表、全国人大财政经济委员会副主任刘源参加会议。对于就职新岗位的感受，刘源连说“抱歉”拒绝了采访。[12]

## 3月10日

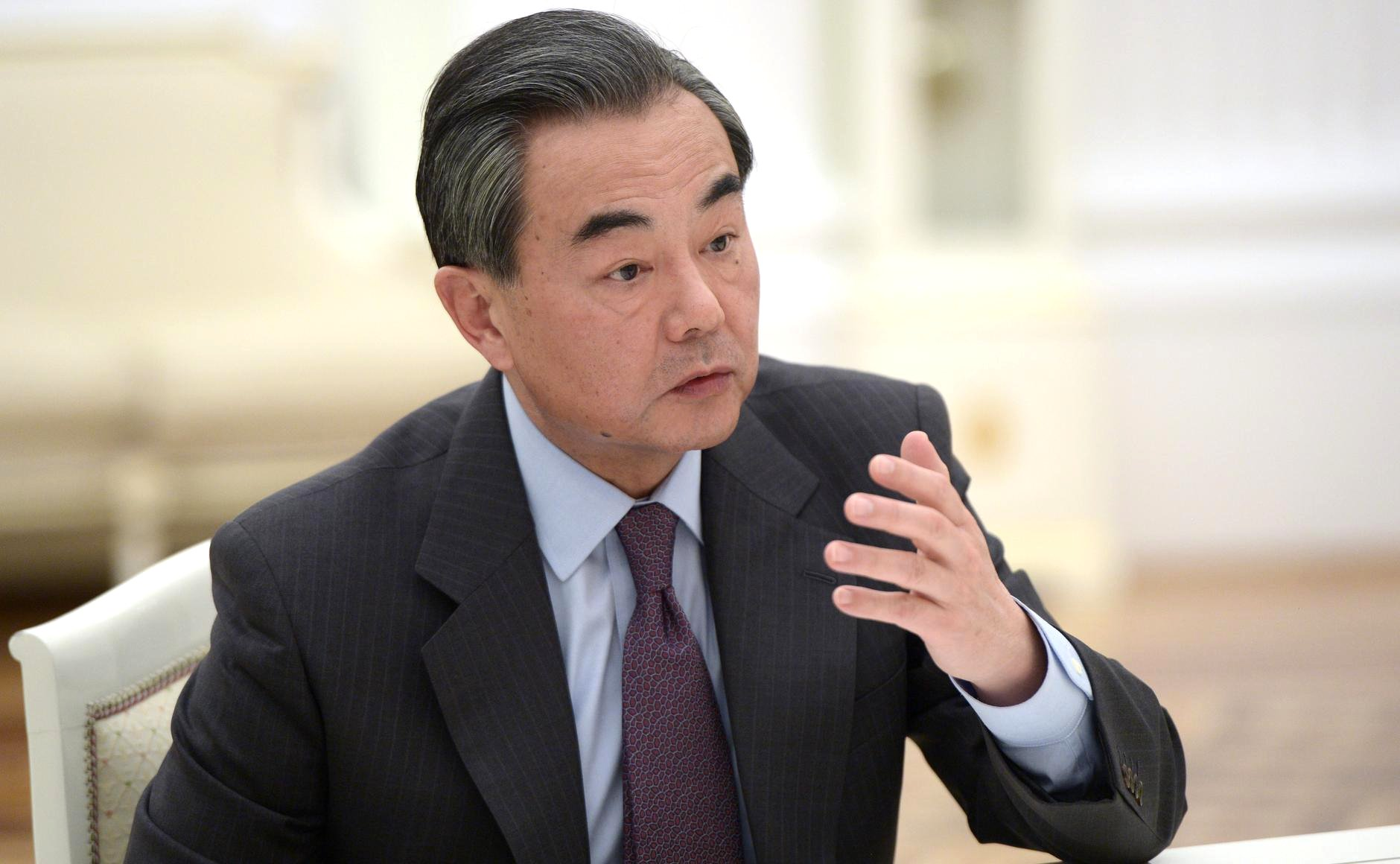
2016年3月11日正在访问俄罗斯的王毅

- 中华人民共和国外交部部长王毅访问俄罗斯[13]。

## 3月11日
- 3月11日，外交部发言人洪磊在例行记者会上，有记者问：据报道，美、英、日、澳等12国在联合国人权理事会第31次会议上发表联合声明，对中华人民共和国人权状况恶化特别是拘禁维权人士、公民领袖和律师表示关注，敦促中方释放有关人士，并称近期数名中国和外国公民不明原因失踪是“不可接受的”。洪磊:中国政府高度重视促进和保护人权，将人权普遍性原则同中国实际相结合，走出了一条中国特色人权发展道路，取得了举世瞩目的成就。我们奉劝少数国家好好反思和纠正自身存在的各种人权问题，停止将人权问题政治化，停止借此干涉他国内政和司法主权。[14]
- 全国政协委员、全国律协副会长朱征夫受访表示，让犯罪嫌疑人上电视认罪要慎重。他认为，让嫌疑人在电视上认罪容易导致“舆论审判”，不利于法院独立审判，也不利于司法公正。这种口供有证据效力，但单凭口供不能证明当事人有罪。[15]

## 3月12日
- 京华时报:呼和浩特5名城管与商户冲突被拘，区政府致歉。14日，呼和浩特市新城区委宣传部透露，针对12日“城管与商户发生冲突”一事，警方对5名城管队员分别处以行政拘留15日、罚款1000元的处罚。3月12日，一段2分39秒的题为“城管打人”视频在微信朋友圈迅速传播。视频中显示，多名城管队员在执法中与商户发生了争执，并产生肢体冲突，城管对商户有推打行为。随后，另一段时长为43秒的视频传出，可以看到前段视频中拿手机拍照的女子辱骂城管队员。[16]

## 3月13日
- 民进党主席蔡英文下令“立委”撤回“两国论版”两岸条例草案。据台湾《联合报》13日报道，目前民进党“立委”李应元、李俊俋以及尤美女等人都就“两岸监督条例”草案提出自己的版本，其中不乏“两国论”的内容。[17]
- 倒习不谋而盟，四股势力混战任志强事件。贺兰若：参与混战的四股势力分别是刘云山领导的宣传系统、共青团派、习近平势力和王岐山的纪委系。红二代任志强炮轰习近平“党媒必须姓党”言论一事自2016年2月中下旬以来闹得沸沸扬扬。在多家官媒对任一阵猛批之后，风向忽转，不但中纪委网站登文号召应广开言路；对于任志强的处理也被叫停。刘云山这样做的目的，主要是为了避免自己的“宣传王国”像周永康的“政法王国”那样出现坍塌；同时也为了保护被戴相龙女婿车峰咬出的刘乐飞；刘云山企图借任志强事件，一方面给习近平制造麻烦，另一方面反制王岐山。[18]
- 中共现任总书记习近平被称“中国最后领导人”的乌龙事件引发一些网民调侃。有网友称：“大家别笑话，说不定新华社有先见之明，一语中的。”还有网友称，“最后领导人”之说没有错，中共本来已经面临崩溃”。新华社3月13日下午4点多刊发《记者手记：从昆泰酒店内外寻中国经济信心》，文章倒数第三段出现“中国最后领导人习近平”的字样。这篇报导被各大门户网站广泛转载。一个多小时后，新华社发出改稿通知，称“中国最后领导人”应改为“中国最高领导人”，多数媒体在约12个小时之后陆续删改。目前，新华网这篇原始报导已经删除，其他媒体有的已经更正，有些网媒上则无法阅读。[19]中国官媒犯这种严重错误，实属罕见，因为如新华社这种中央级别的传媒，其稿件都经严格审核，尤其关系到最高领导人的消息，即使是错别字都极罕见，像这次这种涉及政治正确的错误在中共严控传媒的体制内更是匪夷所思。[20]

## 3月14日
- 全国政协十二届四次会议闭幕。[21]国务院总理李克强要求国务院办公厅工作人员上两会“听民意、纳民智”。[22]

## 3月15日
- 国家主席习近平致电吴廷觉，祝贺其当选缅甸联邦共和国总统[23][23][24][25][26][27]。
- 中國人民大學前校长、现任中国人民银行副行长陈雨露称岳阳楼是“青楼”，遭索赔315元。近日，陈雨露在新书《中国是部金融史2天下之财》中称岳阳楼是一家“青楼”、《岳阳楼记》是送给滕子京的“马屁文章”、范仲淹的庆历新政就是为了“抓权和搂钱”、“先天下之忧而忧”之时便是“荡涤天下钱财殆尽之日”、范仲淹的金融创新就是“与民争利”等系列标新立异的观点。[28]
- 习近平参加湖南团代表团审议，中共湖南省委书记徐守盛告诉习近平:春节前一首生动反映总书记情系十八洞村的精准扶贫歌曲《不知该怎么称呼你》迅速唱响三湘大地。[29]

## 3月16日
- 十二届全国人大四次会议闭幕后，国务院总理李克强在人民大会堂三楼金色大厅会见采访十二届全国人大四次会议的中外记者并回答记者提出的问题[30][31]。
- 下午，中纪委官网接连发布消息，浙江省宁波市市长卢子跃、辽宁省人大常委会副主任王阳涉嫌严重违纪，目前正接受组织调查。这是继去年两会闭幕当日，中纪委拿下云南省委副书记仇和、一汽集团董事长徐建一后，又在两会闭幕当天拿下两大“老虎”。[32]
- 民进党“针对性立法”清算党产或致国民党倒闭。林佑贤说，历经连战、马英九和朱立伦主席处理，“监院”调查及“政院”列管的“争议党产”，已全数处理完毕；截至去年底，党产净值166.43亿元，但光是预留支付455位退休人员月退俸及1133位退休党工18％优存准备金、支付现职人员新旧制年资结算准备金，及预留回购“中央”及地方党部大楼房地准备金等约145亿。林佑贤说，目前国民党党务经费缺口每年8亿元（新台币，下同），加上中投银贷高达186亿元，党产净值虽为正值，但不代表经营没问题。一旦银行抽银根、周转不灵，国民党恐像一般公司随时面临倒闭危机。[33]
  - 3月11日下午，十二届全国人大四次会议举行记者会，东方早报、澎湃新闻记者：全国人大审查的政府预算及部门预算中是否包含中央党务部门的预算？党务部门的预算何时才能公开？全国人大常委会预算工作委员会副主任刘修文：这个问题有点难。中央预算中包括党务部门的预算。目前，编制部门预算的中央一级预算单位包括党的部门和机构，比如中组部、中宣部、中编办、中央党校，还有中央国家机关工委等。[33]

## 3月17日
- 中國大陸宣布与冈比亚恢復外交關係。[34]
- “强”式风格记者会令人眼前一亮。总理对全球媒体还有一个表态，被评价为当天“最有力量”的一句回答：中国要“用文明和道德的力量来赢得世界的尊重”！一个最为突出的印象，越是一般意义上认为“尖锐”的问题，李克强的回答显得越放松，语气越从容，态度也越坦诚。路透社记者第一个提问便直指中国的股市汇市波动。总理先是幽了对方一默：“你把股市汇市等金融市场问题当‘当头炮’啊！不过也可理解。因为许多金融问题的表现往往早于经济问题的发生。”总理接下来坦率亮明观点：“金融的首要任务还是支持实体经济发展，实体经济不发展，是金融最大的风险。”这个问题的最后，他展示了坚定意志：“各有关部门和地方守土有责，绝不能有任何的松懈，否则可就要拿你是问了。”[35]
- “牡丹江出入境检验检疫局国旗倒挂，回应：误操作。[36]

## 3月18日
- 警方扣押20斤黄金20年，现价200多万愿赔88万。[37]

## 3月21日
- 上午，国务院总理李克强在人民大会堂东门外广场举行仪式，欢迎来华进行正式访问并出席博鳌亚洲论坛2016年年会的尼泊尔总理奥利[38][39][40]。
- 上海仲裁委员会原副主任、秘书长汪康武涉嫌严重违纪，目前正接受组织调查。[41]

## 3月22日
- 中华人民共和国国务院总理李克强在海南三亚欢迎来华出席澜沧江—湄公河合作首次领导人会议的泰国、柬埔寨、老挝、缅甸和越南五国领导人[42]。
- 河南周口“王娜娜被冒名顶替上大学”事件，经过联合调查组20多天的调查，真相浮出水面。顶替者父亲承认5000元买大学指标。记者日前从调查组获悉，假“王娜娜”（原名张莹莹，周口市川汇区人，其父母均为下岗职工）学籍、学历信息被河南省教育厅按规定注销，毕业生证书被宣布无效，其本人被周口市商水县教育体育局解聘，9名责任人受处分。今年2月，周口市沈丘县王娜娜反映，2003年高考后，因未收到大学录取通知书，她以为落榜便外出打工，之后结婚生子，在洛阳生活。去年，在办理一次银行业务时，发现自己被人冒名顶替上了周口职业技术学院。[43]
  - 联合调查组的兴趣似乎只盯在真假王娜娜个人的是非曲直上。出台这样“奇葩”的调查结论，症结在于地方党委政府缺乏解决问题的诚意，只想敷衍过关。没有真相，就没有正义。[44]不少网友拿王娜娜被顶替事件与罗彩霞相比较。冒充罗彩霞者王佳俊的父亲王峥嵘因犯伪造国家机关证件罪，被法院判处有期徒刑二年。王娜娜被顶替事件中被处理的9人中，有3人是公安人员。有关渎职罪的法律规定，渎职罪的主体是“国家工作人员”，公安人员属国家工作人员。[45]

## 3月23日
- 中共中央总书记、国家主席、中央军委主席习近平视察国防大学并接见国防大学第六次党代表大会全体代表和师以上领导干部，代表党中央和中央军委向会议召开表示热烈祝贺[46][47][48][49]。
- 中华人民共和国国务院总理李克强会见来华出席澜沧江—湄公河合作首次领导人会议及博鳌亚洲论坛2016年年会的老挝总理通邢·塔马冯[50][51][52][53][54]。
- 国务院总理李克强下午在三亚会见代表越南总理阮晋勇来华出席澜沧江－湄公河合作首次领导人会议及博鳌亚洲论坛2016年年会的越南副总理范平明[55][56][57]。
- 国务院总理李克强在三亚会见来华出席澜沧江－湄公河合作首次领导人会议及博鳌亚洲论坛2016年年会的泰国总理巴育，表示落实好中泰铁路项目合作[58][59][60]。
- 国务院总理李克强在三亚会见代表缅甸总统吴登盛来华出席澜沧江－湄公河合作首次领导人会议及博鳌亚洲论坛2016年年会的缅甸副总统赛茂康[61][62][63][64][65][65]。
- 中国国务院总理李克强在海南三亚会见柬埔寨首相洪森[66]，鼓励中国企业扩大对柬投资[67]。
- 云南警官学院原党委书记杜敏接受组织调查。[68]杜敏历任路南(石林彝族自治县旧称)县委常委、县公安局局长，昆明市公安局副局长、党委书记，云南省公安厅刑侦总队总队长，昆明市副市长、市公安局局长、中共昆明市委常委、政法委书记等职。2011年1月任云南警官学院党委书记。2015年12月18日，任云南省政协社会和法制委员会副主任。[69]

## 3月24日
- 上午，国务院总理李克强出席博鳌亚洲论坛2016年年会开幕式，并发表题为《共绘充满活力的亚洲新愿景》的主旨演讲[70][71][72]。来自亚洲、欧洲、大洋洲等62个国家的2100多位政界、工商界的代表和智库学者参加开幕式[73][74][75][76][77]。
- 广东河源客家公园旁高档公园里小区，多位业主与现场拆除施工方发生口角。原先整齐的欧式豪华别墅已经变成了一片废墟，拆迁的轰鸣声不绝于耳。对于拆迁已建好数十栋豪华别墅这种“土豪“行为，记者采访到开发商(河源建荣)的主要负责人古先生。古先生告诉记者，公园里小区开发至今，销售业绩不理想，造成资金困难，拆除未售卖出去的小区别墅实属无奈自救之举，并表示本次拆迁费用就高达1.2亿。[78]

## 3月25日
- 国家主席习近平在人民大会堂会见俄罗斯总统办公厅主任谢尔盖·鲍里索维奇·伊万诺夫；中共中央政治局委员、中央书记处书记、中央办公厅主任栗战书，国务委员杨洁篪等参加会见[79][80]。
- 全国国有企业提质增效工作电视电话会议在京召开。中共中央政治局常委、国务院总理李克强作出批示[81]。

## 3月26日
- 歼10之父宋文骢遗体告别，习近平胡锦涛等13名新老常委致哀[82]。

## 3月27日
- 国务院总理李克强致电马西莫夫，祝贺他连任哈萨克斯坦政府总理[83][84][85]。

## 3月28日
- 中华人民共和国国务院总理李克强主持国务院第四次廉政工作会议，并称，今年要全面推开“两随机、一公开”监管，检查对象、执法检查人员随机抽取产生，检查情况和查处结果及时向社会公开，防止任性检查和人为干扰，减少监管部门寻租空间，让监管对象不敢心存侥幸[86][87][88][89]。
- 国务院总理李克强签署第667号国务院令，公布《全国社会保障基金条例》（以下简称《条例》），自2016年5月1日起施行[90][91][92]。《条例》规定，全国社会保障基金是国家社会保障储备基金，由全国社会保障基金理事会管理运营，由中央财政预算拨款、国有资本划转、基金投资收益和以国务院批准的其他方式筹集的资金构成，用于人口老龄化高峰时期的养老保险等社会保障支出的补充、调剂[93][94][95]。

## 3月29日
- 3月29日，国家主席习近平在布拉格会见捷克总理索博特卡[96][97][98]。

## 3月30日
- 国务院总理李克强主持召开国务院常务会议，决定新设一批国家自主创新示范区，部署推进上海加快建设科技创新中心；通过《成渝城市群发展规划》；原则通过《中华人民共和国国防交通法（草案）》[99]。
- 国家主席习近平抵达美国首都华盛顿，应美国总统奥巴马邀请，出席第四届核安全峰会[100][101]。